# Marie-Agnès Courty
Marie-Agnès Courty, née le 9 décembre 1956, est une géologue française du CNRS, qui utilise des techniques d'analyse au microscope optique et électronique des sols et des sédiments archéologiques, et dont les recherches et analyses portent notamment sur les effets des changements climatiques du passé  sur les civilisations anciennes.

## Éléments biographiques
Marie-Agnès Courty est géologue de formation, mais se passionne pour l'archéologie, pratiquée bénévolement en tant qu'étudiante sur des chantiers de fouilles.
Alors qu'elle est attachée de recherche au CNRS, plus précisément à l'Institut du quaternaire (fondé par François Bordes) de l'université de Bordeaux I, sa thèse, remarquée, a porté sur l'agriculture en Inde entre 2 500 et 1 700 av. J-C, à partir d'une étude des sols du nord-ouest de l'Inde, où s'est développée la civilisation de l'Indus, avec comme principaux sites urbains Harappa en Inde et Mohenjo-daro (aujourd'hui situé au Pakistan). L'étude s'est faite en examinant au microscope optique et au microscope électronique des lamelles issues du sol d'argile,.
Rattachée ensuite au laboratoire d'hydrologie et de géochimie isotopique du CNRS et de l'université Paris-Sud, elle a poursuivi des analyses, utilisant les mêmes techniques, sur le territoire de l'ancienne Mésopotamie, pour déterminer, en collaboration avec l'archéologue Harvey Weiss de l'université Yale, les causes de l'écroulement de l'empire d'Akkad. Elle a mis en évidence des changements climatiques brutaux ayant provoqué trois siècles de sécheresse, affaiblissant cet empire à un moment où il était confronté à des poussées à ses frontières,. Ces travaux lui ont valu d'être qualifiée par l'hebdomadaire américain Science de « pionnière dans le domaine de la micromorphologie des sols »,.
Elle a rejoint depuis 2012 l’unité PROMES de l’Institut des Sciences de l’Ingénierie et des Systèmes du CNRS à Perpignan. Elle soutient l'hypothèse de l'impact d'un bolide (astéroïde ou comète) d'environ 1 km de diamètre qui aurait percuté la Terre dans l'hémisphère sud près des îles Kerguelen il y a environ 4350 ans (environ 2350 ans av. J.-C.). Ce cataclysme aurait provoqué une pluie de matériaux incandescents, ce qui pourrait expliquer des mythes comme l’Apocalypse ou Sodome et Gomorrhe. Elle est arrivée à cette conclusion à la suite de la découverte de couches de terrain datant de cette époque qui ont été chauffées à plus de 1 500 °C dans de nombreux endroits, notamment en Syrie, et en France. Cette hypothèse est mise en cause par d'autres scientifiques à cause de l'absence de cratère et d'iridium dans les couches de terrain de cette époque.
Depuis janvier 2015, elle collabore avec le Laboratoire de recherche sur la foudre (UR Pégase) en tant que chercheur associé.

### Sources sur le web
- (en) « Marie-Agnès Courty ».